# LBT-3627
LBT-3627 دواءٌ ببتيد تجريبيٌّ مُستمَد من الببتيد المعوي الفعَّال وعائيًّا الذي يغير سلوك الخلايا المناعية؛ لحماية الخلايا المُنتِجة للدوبامين بدلاً من مهاجمتها. يُدرس العقار لاستخدامه المحتمل لمرض باركنسون.